# Avraham Ben Šošan
Admirál Avraham Ben Šošan (hebrejsky: אברהם בן-שושן; narozen 1940) je izraelský generál, který v letech 1985 až 1989 působil v pozici velitele Izraelského vojenského námořnictva.

## Biografie
Narodil se v Turecku a společně se svou rodinou podnikl aliju do Izraele, kde se usadili v Kfar Sabě. Pocházel z chudé rodiny a ve čtrnácti letech opustil domov a začal pracovat na rybářské lodi. Po nástupu na povinnou vojenskou službu se dal k námořnictvu, stal se členem ponorkové jednotky a nakonec povýšil na kapitána ponorky INS Leviatan. Později sloužil na flotile raketových lodí a v 80. letech se stal jejím velitelem. V této pozici dále působil až do první libanonské války. V roce 1985 byl povýšen do hodnosti generálmajora (aluf) a jmenován velitelem izraelského námořnictva. Jeho funkční období vypršelo v roce 1989 a krátce poté rezignoval z izraelské armády.
Po odchodu z armády působil jako vojenský attaché ve Washingtonu a později působil za dob působení premiérů Jicchaka Rabina, Benjamina Netanjahua a Ehuda Baraka v řadě státních úřadů (například generální ředitel ministerstva školství). V roce 2000 se stal členem reformního centra úřadu ministerského předsedy, jehož cílem je reforma veřejného sektoru.
Má vysokoškolské magisterské vzdělání v oborech historie, politologie a strategie.